# Ammothea meridionalis
Ammothea meridionalis is een zeespin uit de familie Ammotheidae. De soort behoort tot het geslacht Ammothea. Ammothea meridionalis werd in 1915 voor het eerst wetenschappelijk beschreven door Hodgson. 